# Partiet för enhet och framsteg
Partiet för enhet och framsteg, Parti de l'Unité et du Progrès (PUP) är det ledande politiska partiet i republiken Guinea, bildat av den tidigare presidenten Lansana Conté, som tog makten i en militärkupp, den 3 april 1984. 
PUP vann parlamentsvalet i juni 1990, sedan medlemmar av de största oppositionspartierna, Guineanska folkets samling och Partiet för förnyelse och framsteg gripits och terroriserats.
I parlamentsvalet den 30 juni 2002, vann PUP 61,57 % av rösterna och 85 av 114 mandat. 
I presidentvalet den 21 december 2003 återvaldes Lansana Conté, med 95,25 % av rösterna i ett val som bojkottades av de största oppositionspartierna.